# イ・ダヘ
イ・ダヘ（이다해、1984年4月19日 - ）は、韓国の女優。本名、ピョン・ダヘ（卞多惠、변다혜、Byun Da-heh）。オーストラリア国籍で、英語名はチェリー・ビョン。オーストラリアのシドニー・バーウッド (Burwood) 高等学校卒業、建国大学校芸術学部映画学科在学中。
身長170cm、体重47kg。特技は英会話、韓国舞踊。親友はSUPER JUNIORのメンバー、キム・ヒチョル。

## 出演作品

### テレビドラマ
- Star's Echo〜あなたに逢いたくて（2001年、MBC・フジテレビ 韓日合作ドラマ） - チヨン役
- 純粋青年 パク・チョンチョル（2002年、MBC 民主化企画特集ドラマ 2部作） - イ・ウンジュ役
- マイ・ラブ・リンリン（2002年、MBC 韓中共同制作ドラマ） - ソン・ウナ役
- うれしい知らせ（2003年、MBC） - スルギ役
- ランラン18歳（2004年、KBS） - ムン・ガヨン役
- 花王の仙女様（2004年-2005年、MBC） - 巫女ユン・チョウォン役
- グリーンローズ（2005年、SBS） - オ・スア役
- マイガール（2005年-2006年、SBS） - チュ・ユリン役
- ハロー!お嬢さん（2007年、KBS） - イ・スハ役
- プランダン 不汗党（2008年、SBS） - チン・ダルレ役
- エデンの東（2008年-2009年、MBC） - ミン・ヘリン役
- 推奴（2010年、KBS） - キム・ヘウォン役
- 逃亡者PlanB（2010年、KBS） - ヘウォン役
- ミス・リプリー（2011年、MBC） - チャン・ミリ役
- ラブ・アクチュアリー～君と僕の恋のレシピ～（2012年、中国・湖南衛星TV） - シャオシア役
- IRIS 2（2013年、KBS） - チ・スヨン役
- ホテルキング（2014年、MBC） - ア・モネ役
- 優しい魔女（2018年、SBS） - チャ・ソンヒ／チャ・ドヒ役

### 映画
- アイリス2:LAST GENERATION（2013年） - チ・スヨン役

## 広報大使
- 2006年、韓国障害者団体総連盟 広報大使[2]
- 2007年、韓中文化交流祭 広報大使[2]